# Annuit coeptis

Siegel der USA, Rückseite

Annuit coeptis bzw. Annuit Cœptis ist einer der beiden lateinischen Wahlsprüche auf der Rückseite des Siegels der USA, wie es sich zum Beispiel auf den als Greenback bezeichneten Ein-Dollar-Noten findet. Er wird in Sinn und Tempus unterschiedlich übersetzt, etwa „Er ist unseren Unternehmungen gewogen“, „Er war unseren Unternehmungen gewogen“, „Er war den Anfängen gnädig“ oder „Er hat dem Beginnen zugenickt!“.
Durch die Kombination mit dem Allsehenden Auge wird deutlich, dass sich der Spruch auf Gott bezieht. Das andere Motto lautet Novus ordo seclorum (lat.: „Eine neue Ordnung der Zeitalter“). Mit Blick darauf und auf die im Siegel angegebene Jahreszahl 1776 soll zum Ausdruck gebracht werden, dass Gott der Unabhängigkeit der Vereinigten Staaten seinen Segen gibt bzw. gab.

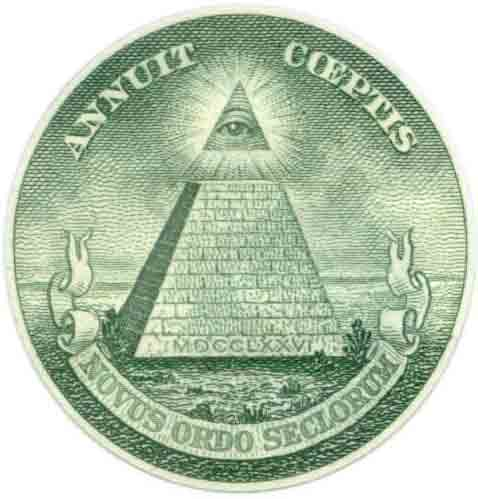
Dieses Bildelement der Ein-Dollar-Note zeigt das Auge der Vorsehung

„Annuit coeptis“ ist eine Abwandlung eines Hexameterverses aus Vergils Epos Aeneis. Dort heißt es im Vers 625 des neunten Buches: „Iuppiter omnipotens, audacibus annue coeptis.“ („Mächtigster Juppiter, sei dem kühnen Beginnen gewogen.“) Mit diesen Worten beginnt Ascanius, der Sohn des Aeneas, sein Gebet vor einer Schlacht gegen die Rutuler.